# Caledon
Pour les articles homonymes, voir Caledon (homonymie).
Caledon est une municipalité ontarienne. Elle fait partie de la municipalité régionale de Peel, au nord-ouest du Grand Toronto. Au recensement de 2006, on y a dénombré une population de 57 050 habitants.
La revue Maclean's a nommé Caledon « la ville le plus sûre au Canada », deux années de suite.

## Conseil municipal
Les habitants de Caledon sont représentés au conseil municipal dans cinq circonscriptions électorales.
- Maire : Marolyn Morrison
- Conseiller de la circonscription 1 : Doug Beffort
- Conseiller de la circonscription 2 : Gord McClure
- Conseiller des circonscriptions 3 & 4 : Nick deBoer
- Conseiller de la circonscription 5 : Jason Payne

Et aussi au conseil régional dans les mêmes circonscriptions:
- Maire : Marolyn Morrison
- Conseiller régional de la circonscription 1 : Richard Paterak
- Conseiller régional de la circonscription 2 : Allan Thompson
- Conseiller régional des circonscriptions 3 & 4 : Richard Whitehead
- Conseiller régional de la circonscription 5 : Annette Groves

Par habitant, Caledon a la plus grande représentation au conseil régional des trois municipalités que comporte la municipalité régionale de Peel.
De plus, Caledon a un « Mayor's Youth Council » (Conseil de Jeunesse) qui peut comprendre jusqu'à 20 membres. La structure du conseil de jeunesse est semblable à celle du conseil municipal. Le but du conseil de jeunesse est d'informer le conseil municipal au sujet des opinions de la jeunesse de Caledon.

## Communautés
La plus grande communauté au Caledon est le village de Bolton, qui avait une population estimée à 26 478 en 2006. La mairie se trouve à l'autre grande communauté, Caledon East. Le développement récent de la région autour de Valleywood sera un autre grande communauté de Caledon. Cette région maintenant s'appelle Mayfield West.
D'autres communautés plus petites sont : Albion, Alloa, Alton, Belfountain, Boston Mills, Brimstone, Caledon, Caledon East, Campbells Cross, Castlederg, Cataract, Cedar Meadows, Cedar Mills, Cheltenham, Claude, Coulterville, Ferndale, Forks of the Credit, The Grange, Humber, Humber Grove, Inglewood, Kilmanagh, Lockton, Mayfield West, Macville, Melville, McLeodville, Mono Mills, Mono Road, New Glasgow, Palgrave, Rockside, Rosehill, Sandhill, Silver Creek, Sleswick, Sligo, Snelgrove, Stonehart, Terra Cotta, Tormore, Valleywood et Victoria. Ailleurs que dans ses communautés, Caledon est assez peu peuplée et comprend plutôt des terres pour l'agriculture.

## Démographie
| 2001   | 2006   | 2011   | 2016   |
| ------ | ------ | ------ | ------ |
| 50 605 | 57 050 | 59 460 | 66 502 |

## Écoles
Le Conseil scolaire de district de Peel a les écoles anglophones laïques publiques. Le Conseil scolaire catholique de district de Dufferin-Peel a les écoles anglophones catholiques publiques. Le Conseil scolaire Viamonde a les écoles francophones laïques publiques. Le Conseil scolaire de district catholique Centre-Sud a les écoles francophones catholiques publiques.
Format Nom d'école (Emplacement)
- Allan Drive Middle School (Bolton)
- Alloa Public School (Alloa)
- Alton Public School (Alton)
- Belfountain Public School (Belfountain)
- Caledon Central Public School (Caledon)
- Caledon East Public School (Caledon East)
- Credit View Public School (Cheltenham)
- École James Bolton Public School (Bolton)
- Ellwood Memorial Public School (Bolton)
- Herb Campbell Public School (Campbell's Cross)
- Holy Family Catholic School (Bolton)
- The Humberview School (Bolton)
- Huttonville Public School (Huttonville)
- Macville Public School (Bolton)
- Mayfield Secondary School (Caledon)
- Palgrave Public School (Palgrave)
- Pope John Paul II School (Bolton)
- Robert F. Hall Catholic Secondary School (Caledon East)
- St. Cornelius Catholic School (Caledon East)
- St. John the Baptist Catholic School (Bolton)
- St. Nicholas Catholic School (Bolton)

## Transport
GO Transit gère deux routes d'autobus à Caledon;
- 38 vers Bolton de la gare Union
  - 38A vers Bolton via Nobleton
- 37 servant Orangeville et Brampton avec liaison avec Brampton GO Station ou Bramalea GO Station via Hurontario Street/Highway 10.

Des services de transport pour les handicapés ou les autres qui en ont besoin sont disponibles de Caledon Community Services Transportation et Transhelp (géré par la municipalité régionale de Peel).
Un service de taxi est disponible dans la région de Bolton.
Les autoroutes de la municipalité sont:
- Mississauga Road ou Peel Regional Road 1
- Airport Road ou Peel Regional Road 7
- Hurontario Street ou Highway 10
- Peel Regional Road 50 (anciennement appelée Highway 50)
- Highway 410 jusqu'à Highway 10 (en cours de construction).

## Attractions

### Histoires et Pistes à Randonnée
- Brick Work Ruins/Ruines du briquetage (Caledon)
- Bruce Trail/Piste Bruce Trail (Caledon)
- Caledon Trailway/ Piste Caledon Trailway (Caledon)
- Canadian Heritage Humber River/Rivière d'Héritage Humber River (Caledon)
- Elora-Cataract Trail/ Piste Elora-Cateract (Caledon)
- Grand Valley Trail/Piste Grand Valley (Caledon)
- Great War Flying Museum/Musée d'Aviation de la Grande Guerre (Caledon)
- Humber Valley Trail/Piste du Vallée d'Humber (Caledon)
- Andrews Treasuretrail/Piste des Trésors d'Andrew (Caledon)
- Oak Ridges Trail/Piste Oak Ridges (Caledon)
- Caledon Ski Club/Club de Ski de Caledon
- Hair Pin Turn (Beside the Credit River)
- Caledon Central Public School

### Régions Protégées
- Albion Hills Conservation Area (Caledon)
- Alton Forest Conservation Area (Caledon)
- Belfountain Conservation Area (Caledon)
- Caledon Lake Forest Conservation Area (Caledon)
- Forks of the Credit Provincial Park (Caledon)
- Glen Haffy Conservation Area (Caledon)
- Heart Lake Conservation Area (Brampton)
- Ken Whillans Conservation Area (Caledon)
- Palgrave Conservation Area (Caledon)
- Robert Baker Forest Conservation Area (Caledon)
- Terra Cotta Forest Conservation Area (Caledon)
- Warwick Conservation Area

## Personnalités
- Barry Stock, membre du groupe Canadien Three Days Grace
- Skye Sweetnam, Chanteuse
- Kaitlyn Fitzgerald, Finaliste de So You Think You Can Dance Canada

## Services d'Urgence
- Incendie - Town of Caledon Fire Service - 9 casernes de pompiers
- Police - Ontario Provincial Police
- Ambulance - Peel Regional Paramedic Services - Postes à Bolton et Caledon Village

## Tournages de films
- American Psycho 2: All American Girl, film américain réalisé par Morgan J. Freeman en 2002.
- L'Armée des morts (Dawn of the Dead), film américain réalisé par Zack Snyder en 2004.
- Blood Creek, film canadien réalisé par Sean Cisterna en 2006.
- Harold et Kumar chassent le burger (Harold and Kumar Go to White Castle), film américano-canadien réalisé par Danny Leiner en 2004.
- The Last Chase, film américano-canadien réalisé par Martyn Burke en 1981.
- Man Without a Horse, court-métrage canadien réalisé par Michael Sykora en 2006.
- Mars à table ! (Top of the Food Chain), film canadien réalisé par John Paizs en 1999.
- The Right Way, film canadien réalisé par Mark Penney en 2004.